# Grup 47
El Grup 47 (en alemany: Gruppe 47) era un grup d'escriptors en llengua alemanya creat l'any 1947 i actiu fins al 1967, que va tenir una gran importància en la renovació de la literatura alemanya després de la Segona Guerra Mundial.
Els precedents van ser la revista literària i cultural Der Ruf, publicada el març de 1945 per Alfred Andersch i Hans Werner Richter, que va trobar-se amb la censura de les autoritats americanes, acusant-la de defensar un «humanisme socialista».
Els col·laboradors del Der Ruf, liderats per Andersch i Richter, van posar en marxa el setembre de 1947 a Múnic unes lectures i debats informals entre escriptors. Les trobades van anar adquirint envergadura i es van acabar formalitzant prenent el nom de Gruppe 47 (Gruppe 47). El Grup va cercar constituir una elit exemplarment democràtica dins del domini de les lletres i permetre a la literatura alemanya desenvolupar noves formes d'escriptura que s'adaptessin als nous envits estètics i polítics de la societat de la postguerra. Segons Hans Magnus Enzensberger, es tractava d'una «clique», és a dir, d'una  .assemblea de ments lliures».
Al llarg dels anys 1960 van anar augmentant les tensions en el grup; per una part hi havia els escriptors compromesos amb la crítica de l'evolució política de l'Alemanya de l'Oest sota la direcció de Konrad Adenauer i, de l'altre, els escriptors més centrats en les qüestions estètiques i poc preocupats pel paper polític de l'escriptura. Aquesta oposició es fa virulenta amb la crítica de Peter Handke contra l'«estil pla» l'any 1966. La reunió anual de 1967 va ser interrompuda per la intervenció d'uns estudiants contestataris, precipitant el final del grup.
El 1990 alguns membres del grup original van trobar-se novament a Praga, 23 anys després, per testimoniar definitivament el final del Grup.
El seu paper en la recreació d'una literatura germanòfona després de la Segona Guerra Mundial va ser essencial. Entre els escriptors més prestigiosos que van participar en el Grup 47, pot citar-se Heinrich Böll, Ingeborg Bachmann, Günter Grass, Uwe Johnson, Paul Celan o fins i tot Peter Weiss.

## Premis literaris
A partir de 1950, el premi literari del Grup 47 var ser atribuït a autors encara desconeguts. Al començament, la recompensa era recol·lectada entre els membres del Grup 47, i més tard hi va ser oferta per divers editors i emissores de ràdio (o fins i tot per Grass i Böll el 1967).
- 1950: Günter Eich, per poemes de Abgelegene Gehöfte
- 1951: Heinrich Böll, per la sàtira Die schwarzen Schafe
- 1952: Ilse Aichinger, per Spiegelgeschichte
- 1953: Ingeborg Bachmann, per quatre poemes de Die gestundete Zeit
- 1954: Adriaan Morriën, per la sàtira Zu große Gastlichkeit verjagt die Gäste
- 1955: Martin Walser, pel relat Templones Ende
- 1958: Günter Grass, pel primer capítol d'El Tambor
- 1962: Johannes Bobrowski, per poemes de Sarmatische Zeit
- 1965: Peter Bichsel, per una lectura d'un extracte de la novel·la Die Jahreszeiten
- 1967: Jürgen Becker, per una lectura d'un extracte de Ränder

## Membres cèlebres
- Ilse Aichinger
- Carl Amery
- Alfred Andersch
- Ingeborg Bachmann
- Jürgen Becker
- Peter Bichsel
- Johannes Bobrowski
- Heinrich Böll
- Nicolas Born
- Paul Celan
- Friedrich Dürrenmatt
- Günter Eich
- Hans Magnus Enzensberger
- Hubert Fichte
- Erich Fried
- Heinz Friedrich
- Günter Grass
- Walter Maria Guggenheimer
- Peter Handke
- Helmut Heißenbüttel
- Wolfgang Hildesheimer
- Gustav René Hocke
- Walter Höllerer
- Walter Jens
- Uwe Johnson
- Joachim Kaiser
- Hellmuth Karasek
- Erich Kästner
- Alexander Kluge
- Wolfgang Koeppen
- Walter Kolbenhoff
- Barbara König
- Karl Krolow
- Siegfried Lenz
- Reinhard Lettau
- Jakov Lind
- Hans Mayer
- Ivan Nagel
- Rüdiger Proske
- Fritz J. Raddatz
- Marcel Reich-Ranicki
- Ruth Rehmann
- Hans Werner Richter (fundador i animador)
- Toni Richter
- Klaus Roehler
- Peter Rühmkorf
- Hans Sahl
- Franz-Joseph Schneider
- Ilse Schneider-Lengyel
- Wolfdietrich Schnurre
- Hans Jürgen Soehring
- Martin Walser
- Peter Weiss
- Dieter Wellershoff
- Wolfgang Weyrauch
- Ror Wolf